# Hydnocarpus tenuipetalus
Hydnocarpus tenuipetalus är en tvåhjärtbladig växtart som beskrevs av Herman Otto Sleumer. Hydnocarpus tenuipetalus ingår i släktet Hydnocarpus och familjen Achariaceae. Inga underarter finns listade i Catalogue of Life.